# Felipe Guimarães
Felipe "Lopes" Guimarães (Anápolis, 22 de março de 1991) é um automobilista brasileiro.

## Carreira
Depois de uma infância no cartismo, Guimarães fez a transição para a extremamente competitiva Fórmula 3 Sul-Americana aos 16 anos e terminou no quarto lugar com duas vitórias. Em 2008, ele mudou-se para a Europa onde competiu na Euroseries 3000 e terminou na nona colocação. Ele então competiu em 11 rodadas da temporada da A1 Grand Prix de 2008–09 pela A1 Team Brasil onde seu melhor resultado foi o segundo lugar em uma corrida em Kyalami. Guimarães assinou contrato com a Bryan Herta Autosport para fazer sua estreia na Firestone Indy Lights em Watkins Glen International em julho de 2009. Ele terminou no pódio em terceiro lugar em sua primeira corrida na Indy Lights. Disputou mais duas corrida na Indy Lights e terminou em segundo em Infineon Raceway.
Em 2010, Guimarães disputou a temporada da GP3 Series. Em 2011, ele voltou a disputar a Fórmula 3 Sul-Americana, onde competiu até a última temporada da categoria que ocorreu em 2013. Disputou o Campeonato Europeu de Fórmula 3 da FIA de 2014 e disputou duas provas da Stock Car Brasil em 2015.